# Metka Peserl
Mea Valens (prvotno ime Metka Peserl), slovenska pisateljica, esejistka, popotnica, literarna zgodovinarka, *13. september 1976, Maribor.

## Življenje in delo
Po končani gimnaziji v Mariboru je študirala slovenski jezik s književnostjo na Pedagoški fakulteti v Mariboru. Diplomirala je leta 2000 in magistrirala leta 2003 s temo Duhovnost v slovenski prozi. Dvakrat je bila nominirana za esej leta na natečaju revije Sodobnosti. Pisala je eseje za Sodobnost in lektorirala.
Ukvarja se s pisateljevanjem, od leta 2008 vodi mini založbo Mea, predava in piše tekste šansonov.

## Izbrana bibliografija
Monografije
- Besede o neubesedljivem: tema duhovnosti v sodobni slovenski prozi. Maribor: Litera, 2005. (COBISS)
- Uglašena: o strasti do potovanja in življenja. Maribor: Mea, 2008. (COBISS)

Izbrani članki
- Duhovnost v literaturi. Jezik in slovstvo 47/7–8 (2002). 275–286. (COBISS)
- Otavalo. Sodobnost 69/1 (2005). 96–108.[mrtva povezava](COBISS)
- S pridihom božanskega. Sodobnost 70/4 (2006). 463–470. Arhivirano 2016-03-16 na Wayback Machine.(COBISS)